# Elisabeth Käsemann
Elisabeth Käsemann, née le 11 mai 1947 et morte le 24 mai 1977 est une Desaparecidos et  sociologue ouest-allemande assassinée pour ses engagements politiques en Argentine pendant la guerre sale.

## Biographie
Käsemann nait à Gelsenkirchen. Ses parents sont Margit Käsemann et le théologien allemand Ernst Käsemann,. La famille déménage fréquemment durant son enfance en raison du travail de son père, vivant à Mayence, Göttingen et Tübingen (à partir de 1959). Elle dirige un groupe d'études politiques  au lycée Wildermuth, où elle obtient son diplôme en 1966. Elle  fréquente brièvement Oxford lors d'un séjour linguistique avant de poursuivre des études de sciences politiques à la Freie Universität Berlin à partir de fin 1966. Ses études l'obligent à suivre un semestre de formation pratique obligatoire, qu'elle passe en Bolivie en 1968. Là, elle travaille pour l' Église évangélique méthodiste de Bolivie (en)de La Paz.
Pendant ses études et son travail en Bolivie, Käsemann voyage en Amérique latine et décide d'étudier l'économie à l'Université de Buenos Aires. Elle travaille aussi comme secrétaire et traductrice, et commence à s'impliquer dans des groupes politiques locaux en 1968 et 1969,. Elle étudie la sociologie à l'Université de Tübingen.
En Argentine, Käsemann fait progresser les projets d’alphabétisation en enseignant dans les quartiers pauvres.
Après le coup d'État militaire de 1976, elle travaille à la falsification de documents pour aider des personnes persécutées pour leurs engagements politiques à fuir l'Argentine,. Käsemann est arrêtée le 9 mars 1977. Elle est portée disparue après avoir manqué un rendez vous avec un ami américain. Elle est emmenée au camp de torture d'El Vesubio à Monte Grande, où elle est assassinée fin mai,. Son corps est retrouvé le 23 mai avec des traces de tortures intenses dues à des décharges électriques,. Selon une autopsie allemande, elle a été tuée par plusieurs balles à bout portant dans le dos et le cou,. Les dirigeants de la junte ont affirmé d'abord qu'elle avait été tuée dans une fusillade lors d'un affrontement avec des guérilleros terroristes,.
Elle est enterrée à Tübingen à l'été 1977.

## Conséquences politiques de son assassinat
Le gouvernement allemand est critiqué pour son incapacité à obtenir la libération de Käsemann,. L'Allemagne a émis des mandats d'arrêt contre les meurtriers de Käsemann en 2003.
En 2011, le général Hector Gamen et le colonel Hugo Pascarelli, deux hommes impliqués dans le camp d'El Vesubio et dans le meurtre de Käsemann, ont été condamnés à la prison à vie par les tribunaux argentins.

## Héritage
Le centre d'éducation familiale de l'Église protestante de Gelsenkirchen est nommé en hommage à Käsemann en 1993. En 2005, après la fermeture du bâtiment du centre, l'ensemble de l'établissement d'enseignement décentralisé est rebaptisé « Elisabeth-Käsemann-Familienbildungsstätte ».
En 2012, le lycée de Wildermuth crée le prix Elisabeth Käsemann récompensant un engagement social exceptionnel. La même année, une rue du quartier de Lustnau à Tübingen est également baptisée en son honneur.
La Fondation Elisabeth Käsemann est créée en 2014 par la nièce de Käsemann, Dorothee Weitbrecht. L'organisation se concentre sur les relations germano-latino-américaines et sur l'éducation autour des régimes totalitaires.
En 2014, le réalisateur allemand Eric Fliedler (de) réalise le documentaire Das Mädchen – Was geschah mit Elisabeth K.?